# HD 49268
HD 49268 är en ensam stjärna i den mellersta delen av stjärnbilden Flygfisken. Den har en skenbar magnitud av ca 6,50 och är mycket svagt synlig för blotta ögat där ljusföroreningar ej förekommer. Baserat på parallax enligt Gaia Data Release 2 på ca 7,1 mas, beräknas den befinna sig på ett avstånd på ca 461 ljusår (ca 141 parsek) från solen. Den rör sig bort från solen med en heliocentrisk radialhastighet på ca 21 km/s.

## Egenskaper
HD 49268 är en orange till gul jättestjärna av spektralklass K1 III CNII, vilken anger att den är en åldrande stjärna som har förbrukat förrådet av väte i dess kärna. Suffixet, "CN II", betyder att spektrumet visar ett starkt överskott av cyanoradikaler i stjärnans atmosfär. Den har en massa som är ca 1,3 solmassor, en radie som är ca 11 solradier och har ca 58 gånger solens utstrålning av energi från dess fotosfär vid en effektiv temperatur av ca 4 800 K.
HD 49268 har två svaga följeslagare listade i Washington Double Star Catalog, en stjärna av 10:e magnituden separerad med 17 bågsekunder och en av 13:e magnituden 65 bågsekunder bort. Båda är orelaterade bakgrundsstjärnor.